# 安德魯·海格
安德魯·海格（英語：Andrew Haigh；1973年3月7日—）是英國電影導演。

## 生平
安德魯·海格的第三部劇情長片《45年》獲選為第65屆柏林影展正式競賽片，演員夏綠蒂·蘭普琳與湯姆·寇特內分別獲得最佳女演員與最佳男演員銀熊獎，其中蘭普琳後來更獲得奧斯卡金像獎提名。
2017年，他以《賽馬皮特》進入第74屆威尼斯影展正式競賽單元。

## 電影作品
- 2011年：《愛在週末邂逅時》
- 2015年：《45年》
- 2017年：《賽馬皮特》
- 2023年：《親愛的陌生人》

## 外部連結
- 安德魯·海格在互联网电影资料库（IMDb）上的資料（英文）